# Ann-Marie Gyllenspetz
Ann-Marie Gyllenspetz (ur. 7 listopada 1932 w Göteborgu, zm. 10 lutego 1999 w Lund) – szwedzka aktorka. Na przestrzeni lat 1953–1988 wystąpiła w 28 produkcjach telewizyjnych i filmowych. W 1968 zagrała w filmie Na kogo wypadnie, który wygrał Złotego Niedźwiedzia na 18. Międzynarodowym Festiwalu Filmowym w Berlinie.

## Filmografia
- Gula divisionen (1954)
- U progu życia (Nära livet) (1958)
- Miłość 65 (Kärlek 65) (1965)
- Na kogo wypadnie (Ole dole doff) (1968)